# Krystian Stefan Prałat
Krystian Stefan Prałat (ur. 24 grudnia 1924 w Kąkolewie, zm. 6 października 2018) – polski leśnik, działacz partyjny i kombatancki.

## Życiorys
Był synem Jana i Marianny. W latach 1947–1948 należał do PPS, zaś od 1948 do PZPR. W latach 1959–1984 był leśniczym w Nadleśnictwie Wielowieś, następnie po zmianach strukturalnych w Nadleśnictwie Przedborów oraz Nadleśnictwie Taczanów. W latach 1978–1988 z ramienia PZPR piastował mandat radnego Gminnej Rady Narodowej w Sieroszewicach (był przewodniczącym Komisji Ładu i Porządku Publicznego). Dwie kadencje był również ławnikiem w Sądzie Rejonowym w Ostrowie Wielkopolskim. Krystian Stefan Prałat piastował przez dwie kadencje funkcję prezesa Zarządu Koła Związku Kombatantów RP i Byłych Więźniów Politycznych w Sieroszewicach, był również sekretarzem Zarządu Okręgu Związku Kombatantów RP i Byłych Więźniów Politycznych w Kaliszu. W 2012 został wyróżniony tytułem Zasłużony dla Gminy Sieroszewice.
Zmarł 6 października 2018 i został pochowany w Ostrowie Wielkopolskim. 

## Wybrane odznaczenia[2]
- Krzyż Oficerski Orderu Odrodzenia Polski,
- Krzyż Kawalerski Orderu Odrodzenia Polski,
- Srebrny Krzyż Zasługi,
- Medal Zwycięstwa i Wolności,
- Medal 10-lecia Polski Ludowej,
- Medal 30-lecia Polski Ludowej,
- Srebrny Medal „Za zasługi dla obronności kraju”,
- Brązowy Medal „Za zasługi dla obronności kraju”,
- Odznaka „Zasłużony dla Śląskiego Okręgu Wojskowego”,
- Odznaka „Weteran Walk o Niepodległość”,
- Złota Odznaka „Zasłużony Działacz Ligi Obrony Kraju”,
- Srebrna Odznaka „Zasłużony Działacz Ligi Obrony Kraju”,
- Brązowa Odznaka „Zasłużony Działacz Ligi Obrony Kraju”,
- Odznaka honorowa „Za Zasługi dla Związku Kombatantów RP i Byłych Więźniów Politycznych”